# Rougsø Kommune
| Strukturdaten       | Strukturdaten     |
| ------------------- | ----------------- |
| Sitz der Verwaltung | Allingåbro        |
| Fläche              | 223,71 km²        |
| Einwohner           | 8.149 (2004)      |
| Kommune seit 2007   | Norddjurs Kommune |

Rougsø Kommune war bis Dezember 2006 eine dänische Kommune auf der Halbinsel Djursland im Osten Jütlands im damaligen Århus Amt. Seit Januar 2007 ist sie zusammen mit der Grenaa Kommune, der Nørre Djurs Kommune und dem östlichen Teil der Sønderhald Kommune Teil der neugebildeten Norddjurs Kommune.
Rougsø Kommune entstand im Zuge der Verwaltungsreform des Jahres 1970 und umfasste folgende Sogn:
- Ørsted Sogn (Landgemeinde Ørsted)
- Gjesing Sogn und Nørager Sogn (Landgemeinde Gjesing-Nørager)
- Holbæk Sogn und Udby Sogn (Landgemeinde Holbæk-Udby)
- Vivild Sogn und Vejlby Sogn (Landgemeinde Vivild-Vejlby)
- Voer Sogn und Estruplund Sogn (Landgemeinde Voer-Estruplund)